# Lutter (Haut-Rhin)
Lutter település Franciaországban, Haut-Rhin megyében. Lakosainak száma 295 fő (2022. január 1.). Lutter Oltingue, Wolschwiller, Kiffis és Raedersdorf községekkel határos.

## Népesség
A település népességének változása:
| Lakosok száma | 284  | 277  | 286  | 279  | 281  | 283  | 286  | 286  | 295  |
|               | 2013 | 2015 | 2016 | 2017 | 2018 | 2019 | 2020 | 2021 | 2022 |